# Andrew Graham
Andrew Graham (Fermanagh, 8 aprile 1815 – Cambridge, 5 novembre 1908) è stato un astronomo irlandese.
Inizialmente lavorò all'Osservatorio Markree dove partecipò a una campagna di osservazioni tra il 1848 e il 1856 che portò alla pubblicazione del catalogo Markree. Durante la campagna inventò il micrometro reticolare che gli permise di migliorare significativamente la precisione delle misurazioni di ascensione retta e declinazione.
Tra il 1864 e il 1903 lavorò all'Osservatorio di Cambridge per l'estensione del relativo catalogo stellare.
Il Minor Planet Center gli accredita la scoperta dell'asteroide 9 Metis effettuata il 25 aprile 1848.